# Gustave-Adolphe Koëlla
Gustave-Adolphe Koëlla, né à Stäfa le 24 avril 1822 et mort le 15 août 1905 aux Diablerets, est un violoniste, enseignant et chef de chœur vaudois. Il est en particulier le fondateur du Conservatoire de Lausanne dont il a assumé la direction.

## Biographie
Violoniste, il se produit dès 1829 dans un quatuor familial avec ses trois frères aînés. Paris, Londres, Amsterdam, le jeune musicien sillonne l'Europe, et se voit même décorer à la cour de Louis-Philippe. Le succès dure jusqu'en 1835 et, lorsque le quatuor familial se dissout, Gustave-Adolphe Koëlla part poursuivre son apprentissage musical à Maennedorf. Il y apprend également l'anglais, l'italien et le dessin, qui reste une de ses passions.
Son enfance se passe loin du foyer familial où il fuit un père violent pour retrouver ses frères aînés en 1837. Sans réelle perspective musicale, la fratrie se sépare une nouvelle fois et Gustave-Adolphe rejoint La Chaux-de-Fonds à pied. Là, le directeur de la Société de musique le recueille et lui offre une éducation. Il se remet alors à l'étude acharnée du violon et intègre différents orchestres amateurs pendant cette période, notamment à Zurich, où il joue dans l'Orchestre du théâtre et donne des leçons de musique, à Berne et à Fribourg, au sein du Concert helvétique. Sa réputation de virtuose est déjà bien faite lorsqu'il arrive à Lausanne, le 7 mars 1850, dans une ville qui, jusque-là, se montre plutôt dédaigneuse envers les musiciens.
Gustave-Adolphe Koëlla commence à se faire connaître dans la cité lémanique en se produisant en duo avec le pianiste Vincent Adler. Dès 1852, il invite certaines des prestigieuses amitiés liées sur les routes de son enfance : la cantatrice suédoise Jenny Lind (1855), le violoniste belge Vieuxtemps (1856), la pianiste allemande Clara Schumann (1859) ou le pianiste d'origine russe Anton Rubinstein (1872), entre autres. Fort de ses succès et de l'éveil des Lausannois à la musique, et après avoir réorganisé l'Orchestre de la société philharmonique de la ville en 1856, il fonde l'Institut de musique de Lausanne, futur Conservatoire, en 1861. Premier directeur de l'institution, il y enseigne durant quarante et un ans, conservant ses classes de chant jusqu'en 1893, celles de violon jusqu'en 1895 et celles de théorie jusqu'en 1902. Il prend finalement sa retraite définitive en juin 1905.
Outre le Conservatoire, Gustave-Adolphe Koëlla est à l'origine de la création de la société de chant Sainte Cécile en 1864, ainsi que du Chœur d'hommes de Lausanne, avec l'aide de l'avocat G. Dubois, en 1875. Également maître de chant au collège Gaillard et à l'école supérieure, il cesse cette activité publique dès les premiers signes d'une santé déclinante. Il compose enfin quelques recueils pour chœurs, des chansons populaires, militaires, ainsi qu'un ouvrage théorique intitulé Théorie élémentaire de la musique.

## Sources
- « Gustave-Adolphe Koëlla », sur la base de données des personnalités vaudoises sur la plateforme « Patrinum » de la Bibliothèque cantonale et universitaire de Lausanne.
- Koëlla, Charles-Adolphe, G.-A. Koëlla: Une œuvre d'artiste au XIXe siècle, Lausanne, Bridel, 1909
- Doret, Gustave, La musique en Suisse romande: trois précurseurs - Hugo de Senger, G.-A. Koella, Henri Plumhof, Lausanne, Payot, 1930
- Jaccottet, Georges, Le Conservatoire de musique de Lausanne (1861-1986), Lausanne, Bibliothèque historique vaudoise, 1986
- Feuille d'avis de Lausanne, 1905/02/27
- Feuille d'avis de Lausanne, 1905/08/17
- Tribune de Lausanne, 1906/03/07.